# رايموند بوشار
رايموند بوشار هو ممثل كندي، ولد في 7 مارس 1945 بليفيس في كندا.

## وصلات خارجية
- رايموند بوشار على موقع IMDb (الإنجليزية)
- رايموند بوشار على موقع ألو سيني (الفرنسية)
- رايموند بوشار على موقع أول موفي (الإنجليزية)
- رايموند بوشار على موقع قاعدة بيانات الفيلم (الإنجليزية)
- رايموند بوشار على موقع كينوبويسك (الروسية)